# 巴卡洛夫突擊步槍
巴卡洛夫是由保加利亞槍械設計師喬治·德爾切夫·巴卡洛夫（Georgij Delčev Bakalov）開發的犢牛式突擊步槍。

## 設計
巴卡洛夫的基本設計是以AK槍族作雛型，但被改為犢牛式設計，而且全槍由72個部份組成；此槍有三種不同口徑的型號可供選擇，包括：5.56×45mm口徑型、7.62×51mm口徑型及7.62×39mm口徑型；如有需要，用戶更可在其護木上更能加裝40毫米榴彈發射器。

## 發展
儘管有幾個國家曾經表示對採購巴卡洛夫步槍感興趣，但最後此槍還是因經費問題而被迫停止開發，所以只生產出樣槍而沒有作大規模生產。

## 外部連結
- 對巴卡洛夫的測試 （页面存档备份，存于）

## 另見
- Vepr
- 馬柳克
- OTs-14“雷電”
- K-3
- 86S式
- 95式
- AKM
- AK-74
- AKU-94